# Danae (lớp tàu tuần dương)
Lớp tàu tuần dương Danae, còn gọi là lớp D, là một lớp tàu tuần dương hạng nhẹ được chế tạo cho Hải quân Hoàng gia Anh Quốc vào cuối Chiến tranh Thế giới thứ nhất và đã tiếp tục phục vụ trong Chiến tranh Thế giới thứ hai. Mười hai chiếc đã được đặt hàng, nhưng chỉ có tám chiếc được đặt lườn và hoàn tất. Hai chiếc đã được chuyển sang phục vụ cùng Hải quân Hoàng gia New Zealand vào năm 1925; và trong Thế Chiến II có hai chiếc được chuyển sang hoạt động cùng Hải quân Ba Lan. Có ba chiếc bị mất trong chiến tranh và năm chiếc còn sống sót được tháo dỡ không lâu sau khi chiến tranh kết thúc.

## Bối cảnh
Trong Thế Chiến I, các báo cáo tình báo cho rằng Hải quân Đế quốc Đức đang chế tạo một lớp tàu tuần dương mới có hỏa lực vượt trội hơn lớp tàu tuần dương C đang có. Người ta tin rằng một lớp C được cải tiến có bổ sung thêm một tháp pháo 6 inch (152 mm) bắn thượng tầng bố trí phía trước cấu trúc thượng tầng (cùng với việc gia tăng chiều ngang mạn tàu) sẽ duy trì được ưu thế của Hải quân Anh trong một trận chiến. Vào tháng 9 năm 1916 ba chiếc đầu tiên của lớp tàu mới HMS Danae, HMS Dauntless và HMS Dragon được hạ thủy, và một nhóm thứ hai bao gồm HMS Delhi, HMS Dunedin và HMS Durban được đặt hàng vào tháng 7 năm 1917. Loạt thứ ba được đặt hàng vào tháng 3 năm 1918, dự định sẽ có sáu chiếc, nhưng với việc chiến tranh kết thúc, chỉ có hai chiếc được hoàn tất: HMS Diomede và HMS Despatch.

## Thiết kế

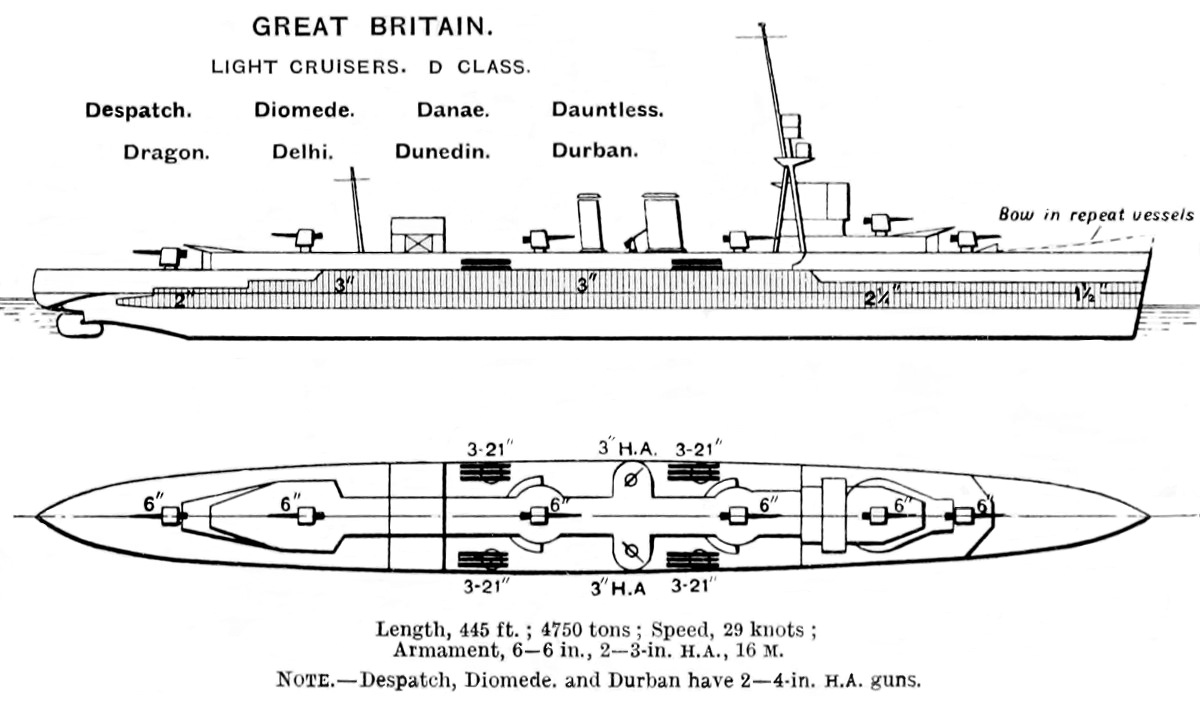
Sơ đồ tàu tuần dương lớp Danae như được mô tả trong Niên giám Hải quân Brassey 1923

Lớp Danae được dựa trên thiết kế của lớp tàu tuần dương C dẫn trước, nhưng được kéo dài thêm 20 foot (6 m) cho phép một khẩu pháo 6 inch (152 mm) thứ sáu được bổ sung, bố trí giữa cầu tàu và ống khói phía trước; khiến cho nó có cấu hình pháo 'A', 'B', 'P', 'Q', 'X', 'Y'. Ngoài ra, những ống phóng ngư lôi nòng đôi của lớp C được thay thế bằng kiểu ba nòng, cho phép những chiếc Danae có tổng cộng 12 ống phóng, trang bị ngư lôi mạnh nhất từng có trên một tàu tuần dương. Hệ thống động lực và cách bố trí chung tương tự như nhóm Ceres của lớp tàu tuần dương C; tuy nhiên, Danae, Dauntless và Dragon được đặt hàng trước nhóm Capetown, nên không thể tích hợp những cải tiến về mũi tàu như với Capetown, vốn có một mũi tàu loe và nâng cao phía trước kiểu "tàu đánh cá" để khắc phục khuyết điểm bị "ướt" nhiều khi đi biển khơi. Đó là một cải tiến thành công và được áp dụng cho mọi lớp tàu tuần dương Anh sau này, ngoại trừ chiếc HMS Birmingham năm 1935. Despatch và Diomede có bề ngang mạn tàu được tăng thêm 0,15 m (6 inch) để cải thiện độ ổn định, và Dragon cùng Dauntless được hoàn tất với một sàn chứa dành cho một thủy phi cơ tích hợp vào cầu tàu, trong khi bệ hoa tiêu được đặt bên trên. Delhi, Dunedin, Durban, Despatch và Diomede được trang bị bệ cất cánh dành cho một máy bay có bánh phía đuôi tàu. Despatch và Diomede được hoàn tất với pháo phòng không 102 mm (4 inch) thay vì kiểu pháo 12 pounder (3 inch) trên những chiếc tàu chị em, và Diomede có tháp pháo 'A' được bọc trong một vỏ kín thời tiết CP Mark XVI, cải thiện điều kiện cho thủy thủ đoàn phải chịu đựng những yếu tố thời tiết xấu trên sàn tàu phía trước.

## Cải biến

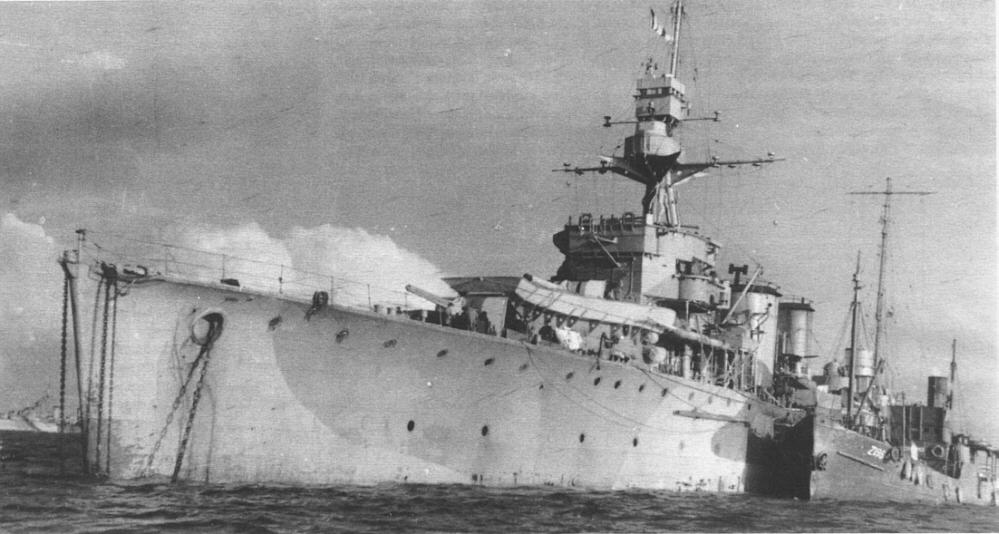
Chiếc ORP Dragon của Hải quân Ba Lan, nguyên là chiếc HMS Dragon

Bài học rút ra từ trận Jutland được áp dụng, và việc bảo vệ được cải thiện về chi tiết. Những ống phóng ngư lôi bổ sung được trang bị cũng như là các bệ phóng mìn sâu. Pháo 6 inch (152 mm) Mk XII được giữ lại, nhưng trên chiếc Diomede, một kiểu bệ pháo nguyên mẫu có góc nâng lớn hơn được sử dụng và mang lại hiệu quả khá hài lòng.
Giữa hai cuộc thế chiến, mọi con tàu đều được tiêu chuẩn hóa vũ khí phòng không, với ba khẩu QF 102 mm (4 inch) Mark V trên các bệ Mark III góc cao, và một khẩu QF 2 pounder Mark II mỗi bên cánh cầu tàu. Mọi kiểu máy bay bố trí đều được tháo dỡ, và Dragon cùng Dauntless có cầu tàu được tái cấu trúc giống như những chiếc còn lại trong lớp.
Những cải biến vào đầu Chiến tranh Thế giới thứ hai bao gồm việc bổ sung radar cảnh báo trên không Kiểu 286 trên cột ăn-ten phía trước, và sau đó là kiểu radar centi-mét chỉ định mục tiêu Kiểu 273 bố trí trên bệ đèn pha giữa tàu. Có từ 6 đến 8 pháo phòng không Oerlikon 20 mm được trang bị thay thế cho pháo 2 pounder kiểu cũ hai bên cánh cầu tàu, bên cạnh tháp pháo 'P' và 'Q', và trên sàn tàu sau. Dauntless vào năm 1942, và Danae vào năm 1943, có các khẩu phòng không 4 inch phía đuôi được thay thế bằng pháo 2 pounder Mark VIII bố trí trên các bệ bốn nòng Mark VII; và cũng trong năm 1943, tháp pháo 'P' cùng cặp pháo 4 inch (102 mm) phía trước của Danae và Dragon được thay thế bằng hai bệ 2 pounder bốn nòng như trên và bộ radar Kiểu 282 điều khiển hỏa lực.
Dragon và Danae lại được nâng cấp vào năm 1943 khi bệ pháo 4 inch/2 pounder phía đuôi được thay bằng một khẩu hải pháo QF 102 mm (4 inch) Mark XVI trên bệ Mark XIX nòng đôi. Danae cũng nhận được những khẩu Oerlikon nòng đôi thay vì nòng đơn, và sau đó được nhận một cặp pháo phòng không Bofors 40 mm nòng đơn. Diomede tháo dỡ các ống phóng ngư lôi của nó vào năm 1943 thay bằng một khẩu đội ""Hazemeyer" Mark IV nòng đôi và hai pháo phòng không Bofors 40 mm Mark III nòng đơn.

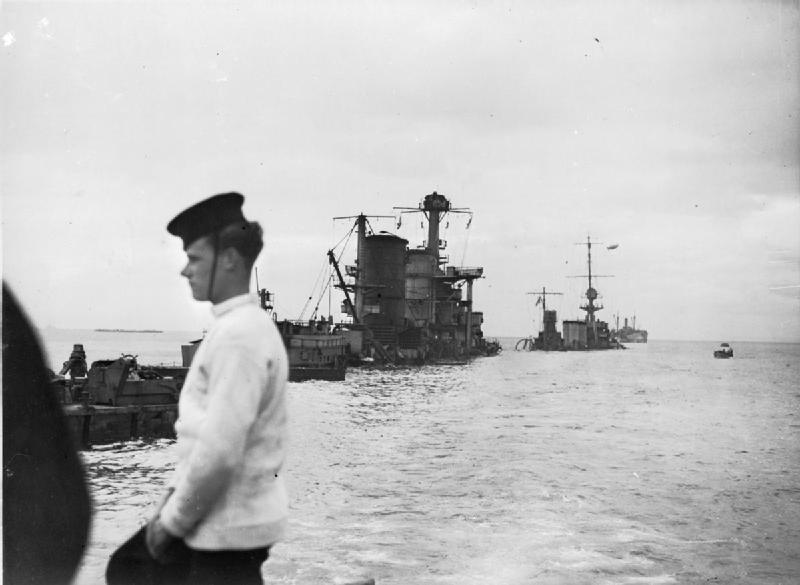
HMS Durban, bị đánh chìm một phần như một đê chắn sóng

Từ năm 1941 và 1942, Delhi được tái cấu trúc tại Hoa Kỳ như một tàu tuần dương phòng không. Tất cả các vũ khí đều được tháo dỡ, và được bổ sung năm khẩu hải pháo 127 mm (5 inch)/38 caliber Mark 12 trên các bệ nòng đơn Mark 30, được bố trí trên tất cả các vị trí ngoại trừ tháp pháo 'P', và được điều khiển bởi hai hệ thống kiểm soát hỏa lực Mark 37. Nó cũng có một cầu tàu mới và các cột ăn-ten ba chân có bậc nhẹ phía trước và phía sau, mang radar Kiểu 291 dò tìm trên không. Một bộ radar Kiểu 273 chỉ định mục tiêu được bổ sung giữa tàu, và radar Kiểu 285 dành cho hệ thống kiểm soát hỏa lực Mark 37 để đo tầm xa và phương hướng mục tiêu. Dàn vũ khí nhẹ bao gồm hai khẩu đội 2 pounder trên bệ Mark VII bốn nòng và hệ thống kiểm soát hỏa lực của nó với radar Kiểu 282, một cặp pháo phòng không Oerlikon 20 mm trên bệ Mark V nòng đôi hai bên cánh của cầu tàu và sáu khẩu Oerlikon 20 mm nòng đơn Mark III trên bệ.
Dragon và Durban đã được sử dụng như những đê chắn sóng nhằm hỗ trợ cho cuộc đổ bộ Normandy vào tháng 6 năm 1944, Dragon được thay thế để phục vụ cùng Hải quân Ba Lan bởi chiếc Danae (như là chiếc ORP Conrad) và Despatch được giải giáp để phục vụ như tàu tiếp liệu.

## Những chiếc trong lớp
Thoạt tiên có ba chiếc được đặt hàng vào tháng 9 năm 1916 trong Chương trình Chế tạo Chiến tranh Khẩn cấp; rồi có thêm ba chiếc nữa được đặt hàng vào tháng 7 năm 1917 cùng trong chương trình này. Sau cùng, có thêm sáu chiếc được đặt hàng vào tháng 3 năm 1918, nhưng chỉ có hai chiếc được đặt lườn, bốn chiếc khác bị hủy bỏ do Thế Chiến I đã kết thúc.
| Tàu       | Đặt lườn             | Hạ thủy              | Hoạt động           | Số phận |
| Danae     | 11 tháng 12 năm 1916 | 26 tháng 1 năm 1918  | 18 tháng 7 năm 1918 | Chuyển cho Hải quân Ba Lan 4 tháng 10 năm 1944; bán để tháo dỡ 22 tháng 1 năm 1948                                             |
| Dauntless | 3 tháng 1 năm 1917   | 10 tháng 4 năm 1918  | 2 tháng 12 năm 1918 | Bán để tháo dỡ 13 tháng 2 năm 1946                                                                                             |
| Dragon    | 24 tháng 1 năm 1917  | 29 tháng 12 năm 1917 | 16 tháng 8 năm 1918 | Chuyển cho Hải quân Ba Lan 15 tháng 1 năm 1943; hư hại bởi ngư lôi Đức 8 tháng 7 năm 1944 ngoài khơi Caen; 20 tháng 7 năm 1944 |
| Delhi     | 29 tháng 10 năm 1917 | 23 tháng 8 năm 1918  | 7 tháng 7 năm 1919  | Bán để tháo dỡ 22 tháng 1 năm 1948                                                                                             |
| Dunedin   | 5 tháng 11 năm 1917  | 19 tháng 11 năm 1918 | tháng 10 năm 1919   | Chuyển cho Hải quân Hoàng gia New Zealand 1925; bị tàu ngầm Đức U-124 đánh chìm tại Nam Đại Tây Dương 24 tháng 11 năm 1941     |
| Durban    | 22 tháng 6 năm 1918  | 29 tháng 5 năm 1919  | 1 tháng 9 năm 1921  | Bị đánh chìm như đê chắn sóng ngoài khơi Normandy, 9 tháng 6 năm 1944                                                          |
| Despatch  | 8 tháng 7 năm 1918   | 24 tháng 9 năm 1919  | 2 tháng 6 năm 1922  | Bán để tháo dỡ 5 tháng 4 năm 1946                                                                                              |
| Diomede   | 3 tháng 6 năm 1918   | 29 tháng 4 năm 1919  | 24 tháng 2 năm 1922 | Chuyển cho Hải quân Hoàng gia New Zealand 1925; bán để tháo dỡ 5 tháng 4 năm 1946                                              |
| Daedalus  |                      |                      |                     | Việc chế tạo bị hủy bỏ 26 tháng 11 năm 1918                                                                                    |
| Daring    |                      |                      |                     | Việc chế tạo bị hủy bỏ 26 tháng 11 năm 1918                                                                                    |
| Desperate |                      |                      |                     | Việc chế tạo bị hủy bỏ 26 tháng 11 năm 1918                                                                                    |
| Dryad     |                      |                      |                     | Việc chế tạo bị hủy bỏ 26 tháng 11 năm 1918                                                                                    |